# Троост-Эконг, Уильям
Уильям Пол Троост-Эконг (англ. William Paul Troost-Ekong; род. 1 сентября 1993, Харлем) — нигерийский футболист, защитник клуба «Аль-Холуд» и капитан сборной Нигерии. Участник Олимпийских игр 2016 года в Рио-де-Жанейро. Участник чемпионата мира 2018 года.

## Клубная карьера

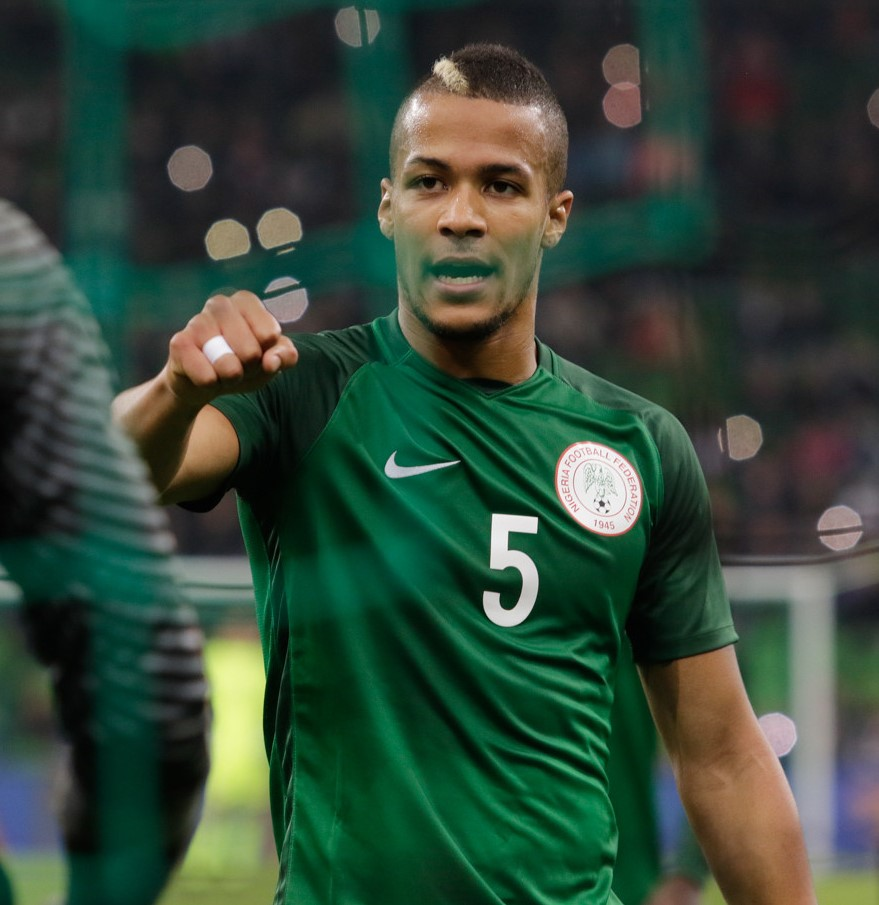
Троост-Эконг в составе сборной Нигерии

Троост-Эконг родился в Харлеме в семье выходца из Нигерии и нидерландки. Он начал профессиональную карьеру в футбольных академиях английских клубов «Фулхэм» и «Тоттенхэм Хотспур». В 2011 году Уильям начал выступать за дублёров «шпор», но основную команду он так и не дебютировал. В 2013 году после окончания контракта Троост-Эконг вернулся на родину, где заключил соглашение с «Гронингеном». 21 сентября в матче против «Валвейка» он дебютировал в Эредивизи. Уильям сыграл всего два матча за новую команду и в начале 2014 года, для получения игровой практики он был отдан в аренду в «Дордрехт». 31 января в поединке против «МВВ Маастрихт» Троост-Эконг дебютировал в Эрстедивизи. В своём первом же сезоне он помог клубу выйти в элиту.
В начале 2015 года Уильямом интересовался шотландский «Селтик», но в итоге летом, после окончания контракта он подписал соглашение с бельгийским «Гентом». Новый клуб сразу же отдал Троост-Эконга в аренду в норвежский «Хёугесунн». 31 июля в матче против «Викинга» он дебютировал в Типпелиге. 19 марта 2016 года в поединке против «Олесунна» Уильям забил свой первый гол за «Хёугесунн».
После окончания аренды Троост-Эконг вернулся в «Гент». 20 января 2017 года в матче против «Шарлеруа» он дебютировал в Жюпиле лиге. Летом того же года Уильям перешёл в турецкий «Бурсаспор». 11 августа в матче против «Истанбул Башакшехир» он дебютировал в турецкой Суперлиге. 16 сентября в поединке против «Ени Малатьяспора» Троост-Эконг забил свой первый гол за «Бурсаспор».
Летом 2018 года Троост-Эконг перешёл в итальянский «Удинезе». Сумма трансфера составила 3,3 млн евро. В матче против «Пармы» он дебютировал в итальянской Серии A. Летом 2020 года Троост-Эконг перешёл в «Уотфорд». 16 октября в матче против «Дерби Каунти» он дебютировал в Чемпионшипе. 7 ноября в поединке против «Ковентри Сити» Уильям забил свой первый гол за «Уотфорд». По итогам сезона Троост-Эконг помог клубу выйти в элиту. 14 августа 2021 года в матче против «Астон Виллы» он дебютировал в английский Премьер-лиге. 
24 января 2023 года было объявлено, что остаток сезона футболист проведет на правах аренды в итальянском клубе «Салернитана».
4 июля 2023 года в качестве свободного агента присоединился к греческому клубу «ПАОК».
23 августа 2024 года присоединился к саудовскому клубу «Аль-Холуд».

## Международная карьера
На юношеском уровне Троост-Эконг сыграл несколько матчей за юношеские сборные Нидерландов. В 2015 году он получил предложение от Федерации футбола Нигерии выступать за родину своего отца и принял его.
8 сентября 2015 года в товарищеском матче против сборной Нигера Уильям дебютировал за сборную Нигерии.
Летом 2016 года Уильям стал бронзовым призёром Олимпийских игр в Рио-де-Жанейро. На турнире он сыграл в матчах против команд Японии, Швеции, Колумбии, Дании, Германии и Гондураса.
28 мая 2018 года в поединке против сборной ДР Конго он забил свой первый гол за национальную команду.
В 2018 году Троост-Эконг принял участие в чемпионате мира в России. На турнире он сыграл в матчах против команд Хорватии, Исландии и Аргентины.
В 2019 году Троост-Эконг завоевал бронзовые медали Кубка Африки 2019 в Египте. На турнире он сыграл в матчах против команд Бурунди, Мадагаскара, Туниса, Алжира, ЮАР и Камеруна. В поединке против южноафриканцев Уильям забил гол.
В 2022 году Троост-Эконг во второй раз принял участие в Кубке Африки 2021 в Камеруне. На турнире он сыграл в матчах против команд Египта, Судана, Гвинеи-Бисау и Туниса.

### Голы за сборную Нигерии
| #  | Дата            | Место                                                | Противник    | Счёт | Результат  | Соревнование            |
| -- | --------------- | ---------------------------------------------------- | ------------ | ---- | ---------- | ----------------------- |
| 1. | 28 мая 2018     | Абоки Амисимака, Порт-Харкорт, Нигерия               | ДР Конго     | 1:0  | 1:1        | Товарищеский матч       |
| 2. | 10 июля 2019    | Каирский международный стадион, Каир, Египет         | ЮАР          | 2:1  | 2:1        | КАН 2019                |
| 3. | 19 января 2022  | Роумди Адижа, Гаруа, Камерун                         | Гвинея-Бисау | 0:2  | 0:2        | КАН 2021                |
| 4. | 29 марта 2022   | Мошуд Абиола, Абуджа, Нигерия                        | Гана         | 1:1  | 1:1        | Квалификация на ЧМ 2022 |
| 5. | 18 января 2024  | Стадион имени Алассана Уаттары, Абиджан, Кот-д’Ивуар | Кот-д’Ивуар  | 1:0  | 1:0        | КАН 2023                |
| 6. | 7 февраля 2024  | Стад де ла Пе, Буаке, Кот-д’Ивуар                    | ЮАР          | 1:0  | 1:1 (д.в.) | КАН 2023                |
| 7. | 11 февраля 2024 | Стадион имени Алассана Уаттары, Абиджан, Кот-д’Ивуар | Кот-д’Ивуар  | 1:0  | 1:2        | КАН 2023                |

## Достижения
Нигерия (до 23)
- Олимпийские игры — 2016

Нигерия
- Бронзовый призёр Кубка африканских наций: 2019